# Vikbar mobiltelefon
Vikbar mobiltelefon är en telefon med vikbar skärm. Skärmen viks horisontellt som en bok (ofta kallad fold) eller vertikalt (ofta kallad flip). Ungefär 1 procent av världens mobiltelefoner i användning var vikbara år 2023. Samsung och Huawei hade tillsammans mer än 80 procent av den globala marknaden för vikbara mobiltelefoner.